# East Bengal FC
Der East Bengal Football Club (ursprünglich East Bengal), kurz East Bengal FC, ist ein Sportverein aus Kolkata, der Hauptstadt des indischen Bundesstaates Westbengalen (englisch West Bengal). Er wurde im August 1920 gegründet. Mit der Mannschaft Mohun Bagan AC besteht eine lokale Rivalität. Die Derbys beider Teams gelten als Höhepunkt jeder Saison. Der East Bengal Club ist seit Bestehen der National Football League Mitglied der höchsten indischen Spielklasse. Der Verein ist dreifacher nationaler Meister (2001, 2003 und 2004) und gewann achtmal den indischen Pokal.
Zur Saison 2020/21 wurde der East Bengal Club Mitglied der Indian Super League und änderte seinen Namen in East Bengal Football Club, kurz East Bengal FC.

## Stadion
Der East Bengal FC trägt seine Heimspiele entweder im Barasat Stadium (Kapazität: 22.000) in Kalkutta aus oder im Yuba Bharati Krirangan (auch Salt Lake Stadium) im Stadtteil Bidhan Nagar. Dieses Stadion hat eine Kapazität von 85.000 Zuschauern.

## Erfolge
- 3× Indische Meisterschaft: 2001, 2003, 2004[3]
- 8× Indischer Pokal: 1978, 1980, 1985, 1996, 2007, 2009, 2010, 2012
- 16× Indischer Durand Cup: 1951, 1952, 1956, 1960, 1967, 1970, 1972, 1978, 1982, 1989, 1990, 1991, 1993, 1995, 2002, 2004
- 28× IFA Shield: 1943, 1945, 1949, 1950, 1951, 1965, 1966, 1967, 1970, 1972, 1973, 1974, 1975, 1984, 1986, 1990, 1991, 1994, 1995, 1997, 2000, 2001, 2002, 2012
- ASEAN Club Championship: 2003